# Chloroclanis virescens
Chloroclanis virescens är en fjärilsart som beskrevs av Butler 1882. Chloroclanis virescens ingår i släktet Chloroclanis och familjen svärmare. Inga underarter finns listade i Catalogue of Life.